# Merkelis Giedraitis
Merkelis Giedraitis (in polacco Melchior Giedroyć) (1536 circa – Alsėdžiai, 6 aprile 1609) è stato un vescovo cattolico lituano.
Fu vescovo di Samogizia dal 1576 al 1609. Contrastò attivamente la Riforma protestante, applicando nella sua diocesi i decreti del Concilio di Trento.

## Biografia
Giedraitis nacque da una famiglia della nobiltà lituana. Studiò alle università di Königsberg (1550), di Wittenberg, di Tubinga (1560–1563) e di Lipsia (1563). Nel 1571 fu ordinato presbitero e divenne in breve tempo canonico di Vilnius.
Il vescovo di Samogizia Jurgis Petkūnas morì nel 1574. Jakub Uchański, primate di Polonia e arcivescovo di Gniezno, tentò di far promuovere suo nipote alla sede vacante. Walerian Protasewicz, vescovo di Vilnius, protestò contro quest'atto di nepotismo e sostiene invece la nomina di Giedraitis, che aveva l'obiettivo vantaggio di parlare lituano e samogitico. Dopo due anni di contese Giedraitis prevalse e fu consacrato vescovo il 16 gennaio 1576.
Giedraitis trovò le parrocchie della diocesi di Samogizia o in mano protestante o abbandonate. Si impegnò nel reprimere gli abusi del clero, nel rafforzamento della rete di chiese e di scuole e nell'aumento del numero dei sacerdoti. Si prese carico dell'istruzione di dodici studenti presso il seminario di Vilnius e cercò di stabilire una facoltà teologica a Kražiai, che sarà istituita dopo la sua morte. Giedraitis invitò i gesuiti a Kražiai e i francescani a Kretinga per impiantare le prime comunità di religiosi in Samogizia. Sostenne l'uso del lituano e incoraggiò tutti i preti ad adoperarlo nelle loro omelie. Appoggiò anche l'opera di Mikalojus Daukša, che pubblicò un catechismo nel 1595 e la Catholica postilla nel 1599: furono questi i primi libri in lituano stampati nel Granducato di Lituania. Favorì anche Maciej Stryjkowski, autore della prima storia della Lituania data alle stampe.